# Fletilla
Ramón Díaz Gómez (Cádiz, 23 de diciembre de 1908 - ibídem, septiembre de 1997) ha pasado a la historia del carnaval de Cádiz por su apodo: Fletilla, gracias a su gran trayectoria el carnaval y la popularidad de sus letras. Su apodo le viene derivado de Miguel Fleta, tenor de la época con el que le comparaban.

## Biografía
Ramón Díaz nace el 23 de diciembre de 1908 en el céntrico barrio del Balón de Cádiz. Asiste a la Escuela Municipal de la calle Navas. Una vez acabada su formación académica, pasa a trabajar en los talleres de impresión del Diario de Cádiz, periódico decano de la ciudad. En 1928 se incorpora a realizar el servicio militar, y una vez cumplido empieza a trabajar como albañil, oficio que no abandonaría hasta su jubilación, salvo por un pequeño paréntesis en el que trabajó de fontanero. Además de su afición al carnaval, Fletilla también sentía pasión por el teatro y la literatura, llegando incluso a escribir tres obras de teatro: Divina Justicia, Juanelo y Cuatro bodas y un padrino. De estas obras, solo llegó a estrenar la primera, en 1946 en el Círculo de Amigos del Arte, que fue supervisada por José María Pemán.

## Trayectoria carnavalesca
Comenzó como componente en la categoría de coros en 1926 con una agrupación llamada Las doce figuras de la baraja y sus ases, categoría en la que continuó hasta el estallido de la guerra civil En esta misma categoría comenzó como autor con Dantón o los libertadores franceses en 1932. Una vez terminada la contienda, y con el regreso de la fiesta, Fletilla cambia de modalidad y se pasa a las chirigotas (donde se labra toda su fama), dándole un carácter clásico a sus agrupaciones.
Los grandes éxitos de Fletilla tendrían lugar a partir de los años cincuenta del siglo XX. Podemos destacar: Los locutores de radio, Los periodistas, Los sastres remendones, Los martinicos, Los de la madre Pelusa o Los mulilleros de Cai.

### Resumen de agrupaciones
SF=Semifinalista, 1Acc=Primer Accésit

## Otros reconocimientos
En 1968, un año después de que el Ayuntamiento de Cádiz creara el galardón Antifaz de Oro para reconocer los méritos carnavalescos, se le concede dicha distinción a Ramón.
En 1987 fue el pregonero del carnaval de Cádiz. Pregón que leyó el 28 de febrero ante una plaza de San Antonio repleta de público. Fue elegido gracias a un programa de la Cadena SER, que provocó un aluvión de peticiones al ayuntamiento, teniendo incluso este que cambiar su política de elección de pregoneros, que en los años anteriores había sido una persona conocida en toda España, para expandir la fiesta.
En 2014, Teófila Martínez (alcaldesa de la ciudad de Cádiz), junto a otras personalidades, descubren una placa en el paseo de las estrellas del Carnaval, frente al Gran Teatro Falla. En el mismo acto se descubre también la placa a Pedro Romero Varo, que se unen a las de los célebres Enrique Villegas, Paco Alba, El Tío de la Tiza y Cañamaque